# دار البيروني للنشر والتوزيع
دار البيروني للنشر والتوزيع هي دار نشر عربية تأسَّست عام 1994 بالعاصمة اللبنانية بيروت حيثُ تعمل على نشرِ عددٍ من الكتب العربية أو تلك المُترجمة للغة العربية من لغاتٍ أخرى، وأيضا تنشر بالفرنسية والإنجليزية.